# Machraa El Ain
Machraa El Ain  (in arabo مشرع العين‎?) è un centro abitato e comune rurale del Marocco situato nella provincia di Taroudant, regione di Souss-Massa. Conta una popolazione di 11 378 abitanti (censimento 2014).